# 圣博内朗方捷
圣博内朗方捷（法語：Saint-Bonnet-l'Enfantier，法語發音：[sɛ̃ bɔnɛ lɑ̃fɑ̃tje]）是法国科雷兹省的一个市镇，位于该省西部，属于布里夫拉盖亚尔德区。

## 地理
圣博内朗方捷（45°18'0"N, 1°31'23"E）面积11.78 平方千米，位于法国新阿基坦大区科雷兹省，该省份为法国中南部省份，北起上维埃纳省和克勒兹省，西接多爾多涅省，南至洛特省，东临多姆山省和康塔爾省。
与圣博内朗方捷接壤的市镇（或旧市镇、城区）包括：阿拉萨克、埃斯蒂沃、佩尔珀扎克-勒努瓦尔、萨德罗克、圣帕尔杜-洛尔蒂日耶。

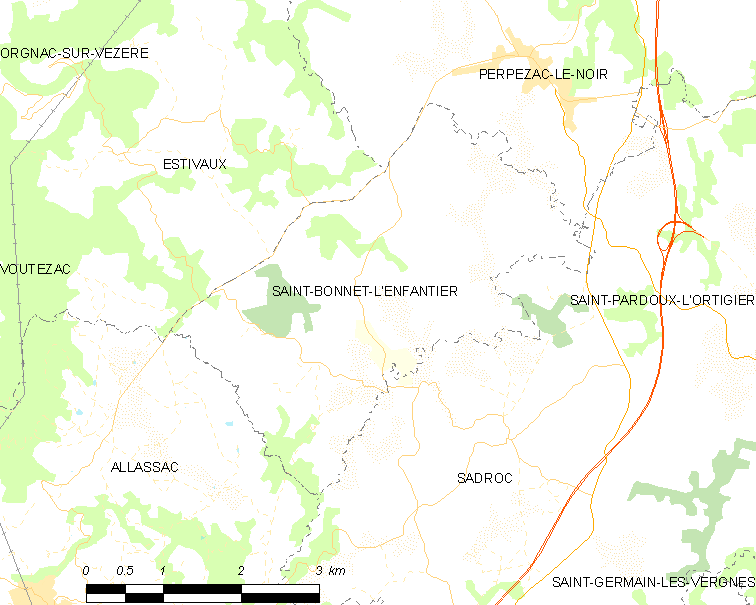
圣博内朗方捷的OSM定位图

圣博内朗方捷的时区为UTC+01:00、UTC+02:00（夏令时）。

## 行政
圣博内朗方捷的邮政编码为19410，INSEE市镇编码为19188。

## 政治
圣博内朗方捷所属的省级选区为阿拉萨克县。

## 人口

1962-2008年间圣博内朗方捷人口变化图示

圣博内朗方捷于2022年1月1日时的人口数量为413人。